# Neumanns struikzanger
Neumanns struikzanger (Hemitesia neumanni synoniem: Urosphena neumanni;) is een zangvogel uit de familie Cettiidae.

## Verspreiding en leefgebied
Deze soort komt voor in de bergwouden van oostelijk Congo-Kinshasa, zuidwestelijk Oeganda en westelijk Rwanda.